# コリアミルチン
コリアミルチン (coriamyrtin) は、セスキテルペン骨格を有するラクトン化合物。
ドクウツギ科ドクウツギ (Coriaria japonica) の果実（特に種子）に多く含まれる、速効性の猛毒である。
γ-アミノ酪酸 (GABA) 受容体の機能を抑制するGABAアンタゴニストとして作用し、GABAによるシナプス前抑制が遮断されることで中枢神経への興奮作用が発現、痙攣を起こし死に至る。
最初に単離されたのは1864年のことで、ヨーロッパ産のドクウツギからであった。のちに日本産のものからも単離され、構造決定は1964年頃になされた。さらに1982年にはラセミ体の、その翌年には (+)-体の立体選択的合成が報告された。